# Tillberg Peak
Der Tillberg Peak ist ein 610 m hoher und größtenteils unvereister Berg an der Nordenskjöld-Küste des antarktischen Grahamlands. Er ragt aus einem Gebirgskamm auf, der sich vom Foster-Plateau in östlicher Richtung zum Sentinel-Nunatak erstreckt.
Otto Nordenskjöld, Leiter der Schwedischen Antarktisexpedition (1901–1903) benannte eine vermeintliche Gruppe von Inseln im Larsen-Schelfeis als Tillberg Öarna. Namensgeber ist Knut Henning Robert Tillberg (1860–1940), ein schwedischer Richter und Geldgeber der Forschungsreise. Da Nordenskjölds Inselgruppe bei späteren Untersuchungen nicht identifiziert werden konnte, übertrug das UK Antarctic Place-Names Committee die Benennung 1964 auf den hier beschriebenen Berg.